# Ruta Provincial 18 (Buenos Aires)
La Ruta Provincial 18 es una carretera pavimentada de 13 km de extensión ubicada en el Gran Buenos Aires, en el noreste de la provincia de Buenos Aires, en Argentina.

## Características y recorrido
Como se encuentra en el Gran Buenos Aires, esta ruta no se diferencia de otras avenidas urbanas. Esta ruta pasa por el centro de las cabeceras de los dos partidos bonaerenses por las que discurre. La ruta se extiende en dirección sudeste - noroeste entre las ciudades de Hudson y Quilmes.
Actualmente el trazado que corresponde a los partidos de Berazategui y Quilmes, y que corta las ciudades de Hudson,  Plátanos,  Berazategui, Ezpeleta y Quilmes ha sido repavimentada, contando con un bulevar en el medio y dos carriles por mano. También se cambiaron las luminarias y agregaron semáforos con onda verde en el sentido de la bajada de la autopista Buenos Aires - La Plata a Quilmes.
|  | CONTgq | MWNODEa | CONTfq |

|  | RMq | RMIdu | RMq |

|  |  | TEEaq | STRq |

|  |  | RM |

|  | WASSERq | RMoW2 | WASSERq |

|  |  | RM |

|  |  | TEEaq | STRq |

|  |  | RM |

|  | STRq | RMKRZ | STRq |

|  | STRq | RMKRZ | STRq |

|  | STRq | RMKRZ | STRq |

|  | STRq | RMKRZ | STRq |

|  | STRq | RMKRZ | STRq |

|  |  | RM |

|  | STRq | RMKRZ | STRq |

|  | STRq | RMKRZ | STRq |

|  | STRq | KRZ | STRq |

|  |  | STR |

|  | CONTgq | ABZqlr | CONTfq |

## Localidades
A continuación se enumeran las localidades servidas por esta ruta.
- Partido de Berazategui: Hudson, Plátanos y Berazategui.
- Partido de Quilmes: Ezpeleta y Quilmes.

## Nomenclatura municipal
Debido a que esta carretera discurre por zonas urbanas, los diferentes municipios dieron nombres a esta ruta:
- Partido de Berazategui: Avenida Presidente Néstor Carlos Kirchner y Avenida Mitre.
- Partido de Quilmes: Avenida Mitre.